# The Mescaleros
The Mescaleros – brytyjski zespół muzyczny utworzony przez byłego muzyka zespołu The Clash, Joe Strummera w 1999 roku. Muzycy zespołu byli utalentowanymi multiinstrumentalistami. Strummer śpiewał i grał na gitarze, Antony Genn grał na gitarze, Scott Shields na basie, Martin Slattery na klawiszach i gitarze (również na flecie i saksofonie w zależności od utworu), Pablo Cook na różnych instrumentach perkusyjnych, a Smiley (Steve Barnard) na perkusji.
Nazwa zespołu jest hiszpańskim określeniem ludzi zażywających meskalinę.
The Mescaleros swój pierwszy koncert zagrali w Sheffield 5 czerwca 1999 roku. Potem wystąpili na Glastonbury Festival w Wielkiej Brytanii, odwiedzili USA i inne kraje Europy.
Zespół podpisał kontrakt z firmą Hellcat Records, która w następnych latach wydała trzy jego albumy. Po wypuszczeniu pierwszego Art Rock i X – Ray Style jeszcze w 1999 roku oni objechali całą Wielką Brytanię i Amerykę Północną. W 2000 roku dołączył Tymon Dogg, wieloletni przyjaciel Joe Strummera, który zaczął udzielać się na skrzypcach i na gitarze. Honorowymi Mescalerosami zostali też John Blackburn i Jimmy Hogarth, którzy na zmianę grali gitarze basowej na miejscu Scotta Shieldsa w 2000 roku podczas tournée, które było również pierwszym tournée Tymona Dogga z zespołem.
Wraz z odejściem Anthony Genna i Smileya, Scott Shields chwycił za gitarę, Simon Stafford za gitarę basową, a Luke Bullen za perkusję. W sierpniu 2001 roku odszedł z zespołu Pablo Cook.
Po wydaniu drugiej płyty „Global A Go-Go”, The Mescaleros udali się w trasę po Ameryce Północnej, Wielkiej Brytanii i Irlandii. Podczas tych koncertów nie zabrakło w repertuarze piosenek The Clash („London Calling”, „Rudie Can’t Fail”), paru standardów reggae („Harder They Come”, „Message To You, Rudie”), a także „Blitzkrieg Bop” Ramones.
Ostatni koncert Joe Strummer zagrał wspólnie z The Mescaleros w Liverpoolu 22 listopada 2002 roku. Wcześniej 15 listopada zagrali koncert w londyńskim Acton Town Hall, gdzie po raz pierwszy od prawie 20 lat na jednej scenie obok Strummera stanął Mick Jones i wspólnie wykonali utwór The Clash pt. „Bankrobber”. Na bis zagrali jeszcze „White Riot” i „London’s Burning” również z repertuaru The Clash. Miesiąc później zmarł nagle Joe Strummer i zespół przestał istnieć.
Ostatni album zespołu „Streetcore”, ukazał się już po śmierci Strummera 20 października 2003 roku.

## Najważniejsi muzycy
- Joe Strummer – wokal, gitara
- Martin Slattery – gitara, klawisze, saksofon, flet
- Scott Shields – gitara, gitara basowa
- Antony Genn – gitara (1999-2000)
- Simon Stafford – gitara basowa (2001-2002)
- Tymon Dogg – skrzypce, gitara hiszpańska, klawisze (2000-2002)
- John Blackburn – gitara basowa (2000)
- Jimmy Hogarth – gitara basowa (2000)
- Pablo Cook – perkusja, istrumenty perkusyjne (1999-2001)
- Luke Bullen – perkusja (2001-2002)
- Steve „Smiley” Barnard – perkusja (1999-2000)

## Dyskografia
- Rock Art and the X-Ray Style (Hellcat Records 1999)
- Global A Go-Go (Hellcat Records 2001)
- Streetcore (Hellcat Records 2003)